# Bunochelis
Bunochelis is een geslacht van hooiwagens uit de familie Phalangiidae (Echte hooiwagens).
De wetenschappelijke naam Bunochelis is voor het eerst geldig gepubliceerd door Roewer in 1923. 

## Soorten
Bunochelis omvat de volgende 2 soorten:
- Bunochelis canariana
- Bunochelis spinifera